# Ján Janček
Ján Janček (13. února 1881 Ružomberok – 4. října 1933 Bratislava) byl slovenský a československý politik a meziválečný poslanec Národního shromáždění za Slovenskou národní a rolnickou stranu, později za Republikánskou stranu zemědělského a malorolnického lidu (agrárníky).

## Biografie
Po středoškolském a dalším studiu se dále vzdělával v Belgii, Nizozemsku a USA. Byl spoluzakladatelem slovenského Sokola v USA. Byl signatářem Pittsburské dohody a organizátorem československých legií v Rusku. Vydával časopis Slovenské hlasy pro slovenské legionáře a slovenské zajatce. Během první republiky se prezentoval jako zastánce státní jednoty Československa a odpůrce autonomie.
V letech 1918–1920 zasedal v Revolučním národním shromáždění. Mandát obhájil v parlamentních volbách v roce 1920 za Slovenskou národní a rolnickou stranu, respektive za Republikánskou stranu zemědělského a malorolnického lidu (agrárníky), se kterou Slovenská národní a rolnická strana roku 1922 splynula. Znovu se v parlamentu objevil až po parlamentních volbách v roce 1929. Po jeho smrti jej na poslaneckém postu vystřídal Fedor Ruppeldt.
Podle údajů k roku 1930 byl profesí starostou Ružomberku a bývalým legionářem. Starostou Ružomberku byl zvolen roku 1927.